# Pteropus nitendiensis
Pteropus nitendiensis là một loài động vật có vú trong họ Dơi quạ, bộ Dơi. Loài này được Sanborn mô tả năm 1930.

## Hình ảnh